# Автоматизация

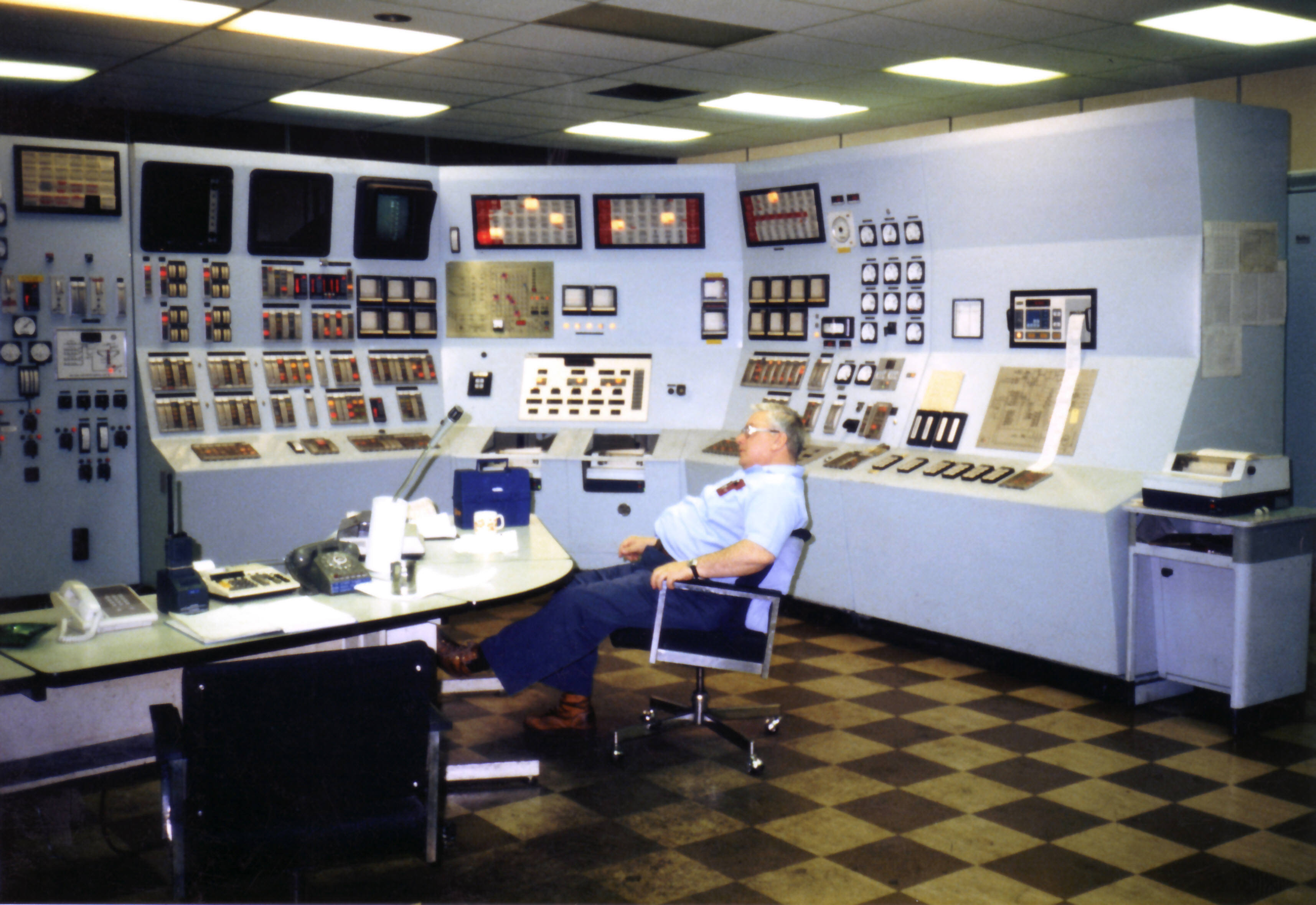

Автоматизация — применение технических средств, экономико-математических методов и систем управления, освобождающих человека частично или полностью от непосредственного участия в процессах получения, преобразования, передачи и использования энергии, материалов или информации.
Термин «автоматизация», основанный на более раннем слове «автоматический» (поступающий с автомата), не был широко использован до 1947 года, когда Форд создал отдел автоматизации. Именно в это время индустрия быстро принимала контроллеры обратной связи, которые были введены в 1930-х годах.
Первое правило любой технологии в бизнесе заключается в том, что автоматизация эффективной деятельности увеличивает эффективность.
Второе правило: автоматизация неэффективной деятельности увеличивает неэффективность.
Автоматизация позволяет повысить производительность труда, улучшить качество продукции, оптимизировать процессы управления, отстранить человека от производств, опасных для здоровья. Автоматизация, за исключением простейших случаев, требует комплексного, системного подхода к решению задачи. Применяемые методы вычислений иногда копируют нервные и мыслительные функции человека.

## История

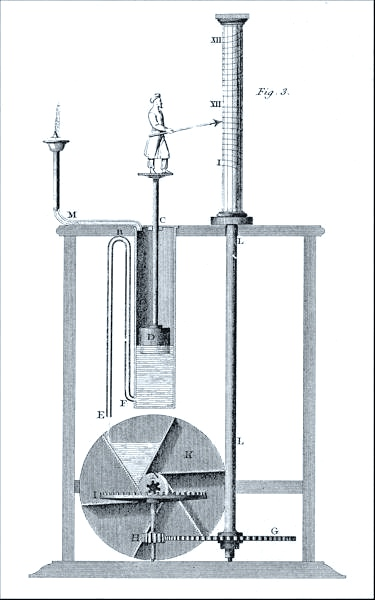
Клепсидра Ктесибия (III век н. э.)

Особой заботой средневековых греков и арабов (в период между III — XIII вв.) был точный счёт текущего времени. В птолемеевском Египте, около 270 г. н. э., учёный-изобретатель Ктесибий придумал и описал специальный регулятор для водяных часов, — устройство, напоминающее контроллер уровня воды в туалетном бачке. Это было первое устройство с функцией обратного контроля. Появление механических часов в XIV веке перевело водяные часы, с их передовым устройством автоматического контроля, в разряд устаревших.
Выдающиеся персидские учёные, братья Мухаммед, Ахмед и Хасан, известные как «сыновья Мусы», в своей «Книге хитроумных приспособлений» (850 г. н. э.), описали сразу несколько устройств с функцией автоматического контроля. Одно из них обеспечивало уже двухфазный контроль уровня жидкости, являясь, по сути, первым устройством автоматического управления непрерывным процессом с переменной структурой. Братья описали также и типичный контроллер обратной связи.

### Компьютерный век
2 февраля 1955 года в Нью‑Йорке Ассоциация выпускников Массачусетского технологического института (MIT) организовала встречу около 500 своих членов, посвящённую теме «Автоматизация: что это такое?», на которой выступили заведующий кафедрой электротехники MIT и пионер в области сервомеханизмов Гордон Браун и математик, основатель кибернетики Норберт Винер. В середине 1950‑х годов автоматизация понималась как создание «автоматических фабрик», где электронные компьютеры по данным от датчиков управляли производственными процессами без непосредственного участия человека; основу этой концепции составили разработки Второй мировой войны в области цифровых и аналоговых вычислительных машин, замкнутых систем управления, электронного приборостроения, датчиков и теории информации. Интерес к автоматизации усилился после публикации в 1952 году книги Джона Дайболда «Автоматизация: появление автоматической фабрики», подготовленной на основе отчёта студентов Гарвардской школы бизнеса для венчурного капиталиста Жоржа Дорио.
С наступлением космической эры в 1957 году разработка средств управления, особенно в Соединённых Штатах, отошла от методов классической теории управления в частотной области и вернулась к методам дифференциальных уравнений конца XIX века, которые были сформулированы во временной области. В 40-е — 50-е годы немецкий математик Ирмгард Флюгге-Лотц (Irmgard Flügge-Lotz) разработал теорию прерывистого автоматического управления, которая получила широкое применение в гистерезисных системах управления, таких как навигационные системы, системы управления огнём и электроника. Благодаря Флюгге-Лотцу и другим, современная эпоха увидела проектирование во временной области для нелинейных систем (1961), навигации (1960), теории оптимального управления и оценки (1962), нелинейной теории управления (1969), теории цифрового управления и фильтрации (1974) и персонального компьютера (1983).

## Области применения
Автоматизируются:
- производственные процессы;
- проектирование;
- организация, планирование и управление;
- научные исследования;
- обучение;
- бизнес-процессы;

и другие сферы человеческой деятельности.
- Автоматизация производства
- Автоматизация процесса программирования
- Автоматизация технологических процессов
- Автоматизация ресторанов

Уровень автоматизации может быть различным.

## Основные виды систем автоматизации
- автоматизированная система планирования (АСП)
- автоматизированная система научных исследований (АСНИ)
- система автоматизированного проектирования (САПР)
- автоматизированный экспериментальный комплекс (АЭК)
- гибкое автоматизированное производство (ГАП) и автоматизированная система управления технологическим процессом (АСУТП)
- автоматизированная система управления эксплуатацией (АСУ) и система автоматического управления (САУ).

Современные системы автоматизации могут быть весьма сложными. В состав систем автоматизации входят датчики (сенсоры), устройства ввода, управляющие устройства (контроллеры), исполнительные устройства, устройства вывода, компьютеры, серверы, рабочие станции.
Основная тенденция развития систем автоматизации идёт в направлении создания автоматических систем, которые способны выполнять заданные функции или процедуры без участия человека. Роль человека заключается в подготовке исходных данных, выборе алгоритма (метода решения) и анализе полученных результатов. Также в подобных системах предусматривается постепенно наращиваемая защита от нестандартных событий (аварий) или способы их обхода (с точки зрения науки катастроф это не одно и то же).
Однако присутствие в решаемых задачах эвристических или сложно программируемых процедур объясняет широкое распространение автоматизированных систем (также, в зависимости от терминологии некоторых исследований, — полуавтоматических систем). Здесь человек участвует в процессе решения, например, управляя им, вводя промежуточные данные. В таких случаях принципиально экономят на защите от редких и сложных нестандартных событий, отводя её роль человеку.
На степень автоматизации влияют вероятность и разнообразность нестандартных событий (аварий), продолжительность времени, отведённого на решение задачи, и её вид — типовая или нет. Так, при срочном поиске решения нестандартной задачи следует полагаться только на самого себя.

## Гиперавтоматизация
Гиперавтоматизация (англ. Hyperautomation) — совокупность трёх составляющих: машинного обучения, программного обеспечения и классической автоматизации при выполнении определенных работ. Гиперавтоматизация относится к передовым технологическим тенденциям по версии Gartner.
Гиперавтоматизация расширяет возможности автоматизации рабочих процессов, делая их значительно более эффективными, чем возможности традиционной автоматизации. Предполагается, что гиперавтоматизация заменит человеческое участие в физических и цифровых задачах, в том числе в процессах, требующих принятия решений.